# Episodi di Kojak (terza stagione)
Questa voce contiene trame, dettagli e crediti dei registi e degli sceneggiatori della terza stagione della serie televisiva Kojak.
Negli Stati Uniti, la serie andò in onda sulla CBS dal 14 settembre 1975 al 7 marzo 1976.
In Italia, questa stagione fece la sua comparsa su Rai 1 il 9 giugno 1982 con il quarto episodio. Nella prima trasmissione italiana, gli episodi furono mandati in onda in un ordine non cronologico e mescolati a episodi delle altre stagioni.
| n° | Titolo originale                          | Titolo italiano           | Prima TV USA      | Prima TV Italia  |
| -- | ----------------------------------------- | ------------------------- | ----------------- | ---------------- |
| 1  | A Question of Answers (Part 1 & 2)        | La soffiata (parte 1 e 2) | 14 settembre 1975 |                  |
| 2  | My Brother, My Enemy                      | Mio fratello, mio nemico  | 21 settembre 1975 | 23 giugno 1982   |
| 3  | Sweeter Than Life                         | Paradisi infernali        | 28 settembre 1975 | 9 giugno 1982    |
| 4  | Be Careful What You Pray For              | Tra la vita e la morte    | 5 ottobre 1975    |                  |
| 5  | Silent Snow, Deadly Snow                  | La neve mortale           | 12 ottobre 1975   | 27 ottobre 1982  |
| 6  | Life, Liberty and the Pursuit of Death    | Oltre il limite umano     | 26 ottobre 1975   |                  |
| 7  | Out of the Frying Pan...                  | Dalla padella alla brace  | 2 novembre 1975   |                  |
| 8  | Over the Water                            | Al di là del fiume        | 9 novembre 1975   |                  |
| 9  | The Nicest Guys on the Block              | I tipi più in vista       | 16 novembre 1975  |                  |
| 10 | No Immunity for Murder                    | Un omicidio difficile     | 23 novembre 1975  |                  |
| 11 | A Long Way from Times Square              | Trasferta nel deserto     | 30 novembre 1975  | 3 novembre 1982  |
| 12 | Money Back Guarantee                      | Una fabbrica clandestina  | 7 dicembre 1975   |                  |
| 13 | A House of Prayer, a Den of Thieves       | Un piccolo detective      | 14 dicembre 1975  |                  |
| 14 | How Cruel the Frost, How Bright the Stars | Bianco e freddo Natale    | 21 dicembre 1975  |                  |
| 15 | The Forgotten Room                        | La stanza dimenticata     | 4 gennaio 1976    |                  |
| 16 | On the Edge                               | Complesso di colpa        | 11 gennaio 1976   | 30 giugno 1982   |
| 17 | A Wind from Corsica                       | Vento di Corsica          | 18 gennaio 1976   |                  |
| 18 | Bad Dude                                  | L'uomo del cocomero       | 25 gennaio 1976   |                  |
| 19 | A Grave Too Soon                          | L'infiltrato              | 1º febbraio 1976  | 22 dicembre 1982 |
| 20 | The Frame                                 | Il complotto              | 8 febbraio 1976   |                  |
| 21 | Deadly Innocence                          | Un uomo innocente         | 15 febbraio 1976  |                  |
| 22 | Justice Deferred                          | Giustizia in ritardo      | 22 febbraio 1976  |                  |
| 23 | Both Sides of the Law                     | I disegni di Rembrandt    | 7 marzo 1976      |                  |

## Mio fratello, mio nemico
- Titolo originale: My Brother, My Enemy
- Diretto da: Russ Mayberry
- Scritto da: Abby Mann, Alvin Boretz, Selwyn Raab
- Interpreti: Telly Savalas - Lt. Theo Kojak, Dan Frazer - Capt. Frank McNeil, Kevin Dobson - Det. Bobby Crocker, George Savalas - Det. Stavros, Sylvester Stallone - Det. Rick Daly, Frank Aletter - Capt. Nolan, Alan Manson - Inspector Nicola, Charles Napier - Marty Vaughan, Stephen Pearlman - Det. Sam Nemo, Ahna Capri - Carol, Evelyn Russell - Mrs. Desmond, Claude Earl Jones - Det. Al Buchinsky, Inez Pedroza - Newsperson, Scott Ben-Yashar - Wilson Stronik, Dave Morick - Asst. D.A. Casey, Chas. Floyd Johnson - Det. White, Mark Russell - Saperstein, Todd Gross - Arthur Stronik

### Trama
Durante un pattugliamento serale, due agenti rispondono alla chiamata di emergenza per un omicidio in un condominio. Il ladro di appartamenti nel tentativo di fuggire lascia a terra morto un condomino. L'agente Rick Daly insegue l'ipotetico assassino sul tetto dell'edificio, spara nel buio convinto di essere sotto la minaccia del ladro assassino. In realtà colpisce un ragazzo che stava dando da mangiare ai piccioni nelle gabbie.